# Pteris limae
Pteris limae là một loài dương xỉ trong họ Pteridaceae. Loài này được Brade mô tả khoa học đầu tiên.